# Улица Елизаветы Чавдар
У́лица Елизаветы Чавдар (укр. ву́лиця Єлизавети Чавдар) — улица в Дарницком районе города Киева, местность Осокорки. Пролегает от пересечения Днепровской набережной и проспекта Николая Бажана до улицы Бориса Гмыри.
Примыкают улицы Григория Ващенко, Софии Русовой.

## История
Улица возникла в начале 2000-х годов под названием Новая. Современное название в честь украинской советской оперной певицы Елизаветы Ивановны Чавдар — с 2009 года.

## Застройка
Застройка улицы представлена многоэтажными домами. От начала до пересечения с улицей Григория Ващенко нет жилых домов, расположена парковка. Угол улиц Софии Русовой и Елизаветы Чавдар занят жк «Патриотика» — комплекс 25-этажных домов.
В доме №13 расположено отделение Новой почты №210. 